# سیارک ۳۷۴۳
سیارک ۳۷۴۳ (به انگلیسی: 3743 Pauljaniczek، نامگذاری:1983EW) سه هزار و هفتصد و چهل و سومین سیارک کشف شده‌است که در ۱۰ مارس ۱۹۸۳ کشف شد.
قدر مطلق سیارک برابر ۱۳٫۷۰ است.